# Toshiya Ishii
Toshiya Ishii (jap. 石井 俊也, Ishii Toshiya; * 19. Januar 1978 in der Präfektur Shizuoka) ist ein ehemaliger japanischer Fußballspieler.

## Karriere
Ishii erlernte das Fußballspielen in der Schulmannschaft der Shizuoka Gakuen High School. Seinen ersten Vertrag unterschrieb er 1996 bei den Urawa Reds. Der Verein spielte in der höchsten Liga des Landes, der J1 League. Am Ende der Saison 1999 stieg der Verein in die J2 League ab. 2000 wurde er mit dem Verein Vizemeister der J2 League und stieg in die J1 League auf. 2002 erreichte er das Finale des J.League Cup. Für den Verein absolvierte er 141 Spiele. 2003 wechselte er zum Ligakonkurrenten Vegalta Sendai. Am Ende der Saison 2003 stieg der Verein in die J2 League ab. Für den Verein absolvierte er 42 Spiele. 2005 wechselte er zum Ligakonkurrenten Kyoto Purple Sanga (heute: Kyoto Sanga FC). 2005 wurde er mit dem Verein Meister der J2 League und stieg in die J1 League auf. Am Ende der Saison 2006 stieg wieder der Verein in die J2 League ab. Am Ende der Saison 2007 stieg der Verein wieder in die J2 League auf. Für den Verein absolvierte er 72 Spiele. 2009 wechselte er zum Zweitligisten Roasso Kumamoto. Für den Verein absolvierte er 43 Spiele. 2010 wechselte er zu Fujieda MYFC. Ende 2013 beendete er seine Karriere als Fußballspieler.

## Erfolge
Urawa Reds
- J.League Cup

Finalist: 2002